# Banco genético
O banco de dados de sementes é um sistema digital de catalogação e gerenciamento de informações sobre as amostras armazenadas em bancos genéticos ao redor do mundo, incluindo o Banco Global de Sementes de Svalbard. Ele tem como função principal registrar, organizar e disponibilizar informações detalhadas sobre as sementes conservadas, como espécie, origem, características agronômicas, e local de origem, permitindo seu rastreamento e utilização futura.

## Função
No contexto do Banco Global de Sementes de Svalbard, o banco de dados funciona como um **registro digital de segurança** para milhões de amostras de sementes duplicadas de bancos genéticos nacionais e internacionais. Ele é fundamental para:
- Identificar rapidamente as amostras armazenadas.
- Rastrear a origem e o proprietário de cada remessa.
- Facilitar a retirada ou reposição de sementes, se necessário.
- Monitorar a diversidade genética armazenada.

## Estrutura e gerenciamento
O banco de dados do cofre de Svalbard é operado principalmente pelo Nordic Genetic Resource Center (NordGen), responsável técnico pela instalação. Ele trabalha em conjunto com o Crop Trust, que coordena a entrada de sementes de diferentes países.
As informações incluem:
- Nome científico da planta
- Variedade ou cultivar
- País de origem
- Dados do banco genético de origem
- Data de envio
- Condições de armazenamento

## Sistema de informação GRIN-Global
Grande parte dos bancos genéticos mundiais utiliza plataformas como o **GRIN-Global** (Germplasm Resource Information Network – Global), um sistema gratuito desenvolvido pelo Departamento de Agricultura dos Estados Unidos (USDA) e pela Bioversity International. Esse software facilita a padronização e o compartilhamento de dados entre instituições.
O banco de dados de Svalbard está interligado com sistemas como esse para garantir transparência, cooperação científica e acesso à informação.

## Importância científica
Além de auxiliar no gerenciamento físico das amostras, o banco de dados permite que **pesquisadores, agricultores e instituições internacionais acessem informações fundamentais sobre a biodiversidade agrícola**. Isso contribui para:
- Melhoramento genético de cultivos
- Adaptação às mudanças climáticas
- Segurança alimentar global
- Resgate de variedades locais ameaçadas

## Relação com os bancos genéticos
Cada banco genético que envia sementes para Svalbard mantém seu próprio banco de dados principal. O banco de dados de Svalbard registra apenas os metadados essenciais, funcionando como uma "cópia de segurança documental", assim como o cofre é uma cópia física das sementes.